# Michał Dorpowski
Michał Dorpowski herbu Leliwa odmienna – ławnik ziemski chełmiński w latach 1619–1649.
Poseł na sejm nadzwyczajny 1626 roku z województwa chełmińskiego.